# جون هوارد كلارك
جون هوارد كلارك (بالإنجليزية: John Howard Clark)‏ هو رئيس تحرير صحيفة أسترالي، ولد في 15 يناير 1830، وتوفي في 20 مايو 1878.